# Plagiohammus sallei
Plagiohammus sallei là một loài bọ cánh cứng trong họ Cerambycidae.